# Aulendiebach
Aulendiebach ist ein Stadtteil Büdingens im hessischen Wetteraukreis.

## Geographische Lage
Aulendiebach liegt vier Kilometer nordwestlich von Büdingen. Zum Stadtteil zählt auch die Siedlung Am Reutzelswäldchen einen Kilometer nordöstlich von Aulendiebach.

## Geschichte

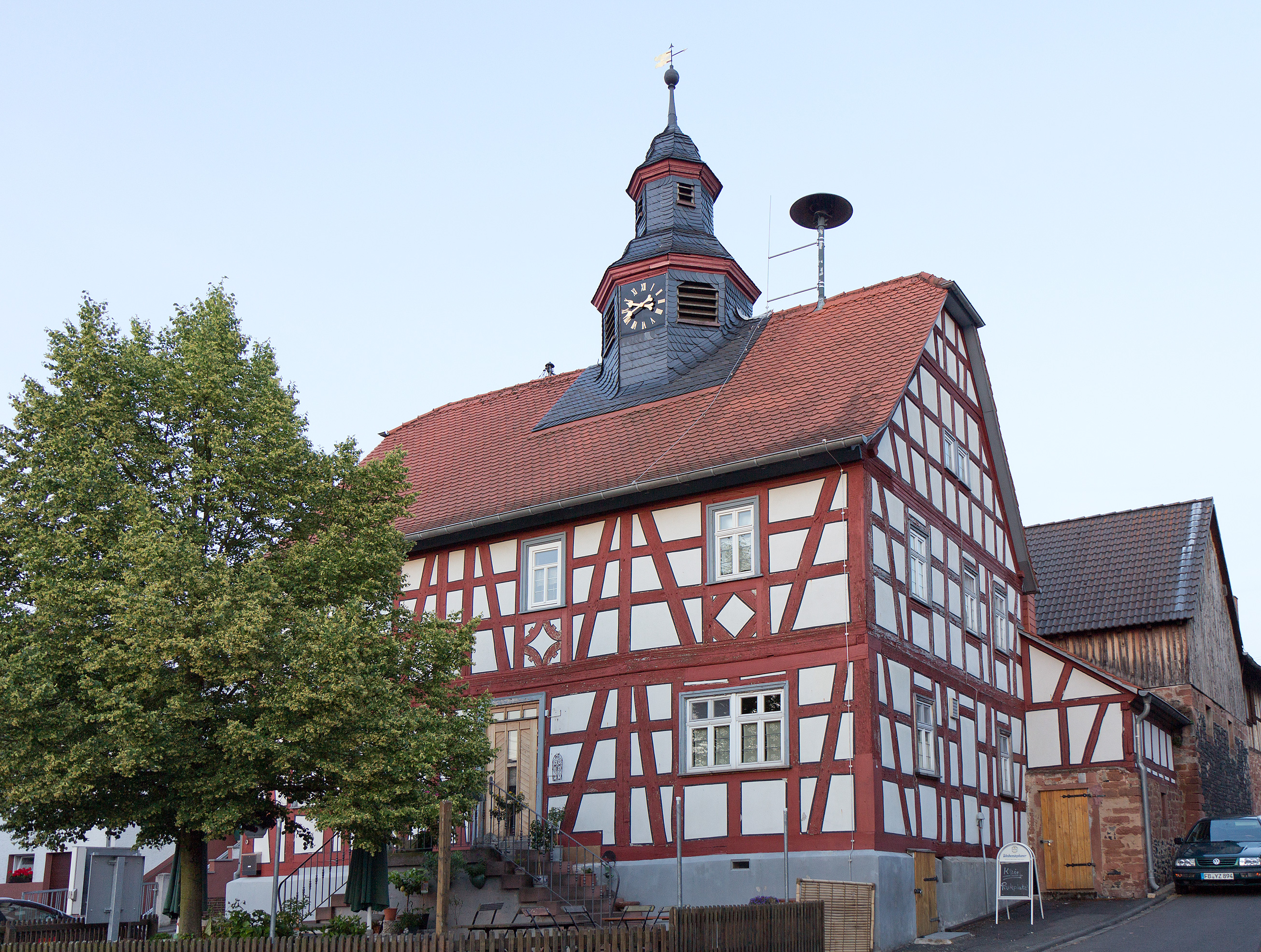
Alte Schule

### Ortsgeschichte
Aulendiebach ist ein altes Töpferdorf (aul – ul = Topf), Diet (= Volk) und Bach. Durch größere Bodenfunde ist erwiesen, dass in Aulendiebach das Töpfereigewerbe zu Hause war.
Der Ort wurde am 6. August 1272 als Catzendypach (Katzendiebach) erstmals urkundlich erwähnt. 1403, am 20. April, wurde der Ort als Aulendiebach erwähnt. Bei einer Nennung von „Diebach“ am 3. Februar 1333 ist offen, welcher der beiden Orte gemeint ist.
Das Dorf gehörte bis 1601 zu den zweiherrischen Dorfschaften. 1820 kam Aulendiebach zum Amt Büdingen, 1822 zum Landratsbezirk Büdingen, 1848 zum Regierungsbezirk Nidda und 1852 zum Landkreis Büdingen. Gerichtlich gehörte das Dorf seit 1822 zum Landgericht Büdingen und seit 1879 zum Amtsgericht Büdingen.
Das Gotteshaus ursprünglich eine St. Gerolfskapelle stammt noch in wesentlichen Teilen aus dem 14. Jahrhundert. Die umfassenden Wehrmauern unterstreichen noch heute ihren Charakter als Wehrkirche.
Hessische Gebietsreform (1970–1977)
Zum 31. Dezember 1971 wurde die bis dahin selbständige Gemeinde Aulendiebach im Zuge der Gebietsreform in Hessen auf freiwilliger Basis als Stadtteil in die Stadt Büdingen eingegliedert. Für Aulendiebach wurde ein Ortsbezirk errichtet.

### Verwaltungsgeschichte im Überblick
Die folgende Liste zeigt die Staaten und Verwaltungseinheiten, denen Aulendiebach angehört(e):
- vor 1806: Heiliges Römisches Reich, Grafschaft Isenburg-Büdingen, Amt Büdingen
- ab 1806: Fürstentum Isenburg,[Anm. 2] Amt Büdingen
- ab 1813: Generalgouvernement Frankfurt,[Anm. 3] Amt Büdingen
- ab 1815: Kaisertum Österreich,[Anm. 4] Amt Büdingen
- ab 1816: Großherzogtum Hessen (Souveränitätslande),[Anm. 5] Provinz Oberhessen, Amt Büdingen[13] (zur Standesherrschaft Isenburg gehörig)
- ab 1822: Großherzogtum Hessen, Provinz Oberhessen, Landratsbezirk Büdingen[14][Anm. 6]
- ab 1848: Großherzogtum Hessen, Regierungsbezirk Nidda
- ab 1852: Großherzogtum Hessen, Provinz Oberhessen, Kreis Büdingen
- ab 1867: Norddeutscher Bund, Großherzogtum Hessen, Provinz Oberhessen, Kreis Büdingen
- ab 1871: Deutsches Reich, Großherzogtum Hessen, Provinz Oberhessen, Kreis Büdingen
- ab 1918: Deutsches Reich, Volksstaat Hessen, Provinz Oberhessen, Kreis Büdingen
- ab 1938: Deutsches Reich, Volksstaat Hessen, Landkreis Büdingen[15][Anm. 7]
- ab 1945: Deutsches Reich, Amerikanische Besatzungszone,[Anm. 8] Groß-Hessen, Regierungsbezirk Darmstadt, Landkreis Büdingen
- ab 1946: Deutsches Reich, Amerikanische Besatzungszone, Hessen, Regierungsbezirk Darmstadt, Landkreis Büdingen
- ab 1949: Bundesrepublik Deutschland, Hessen, Regierungsbezirk Darmstadt, Landkreis Büdingen
- ab 1972: Bundesrepublik Deutschland, Hessen, Regierungsbezirk Darmstadt, Wetteraukreis, Stadt Büdingen

## Bevölkerung
Einwohnerstruktur 2011
Nach den Erhebungen des Zensus 2011 lebten am Stichtag dem 9. Mai 2011 in Aulendiebach 879 Einwohner. Darunter waren 21 (2,4 %) Ausländer.
Nach dem Lebensalter waren 189 Einwohner unter 18 Jahren, 375 zwischen 18 und 49, 165 zwischen 50 und 64 und 153 Einwohner waren älter.
Die Einwohner lebten in 366 Haushalten. Davon waren 108 Singlehaushalte, 102 Paare ohne Kinder und 120 Paare mit Kindern, sowie 33 Alleinerziehende und 3 Wohngemeinschaften. In 72 Haushalten lebten ausschließlich Senioren und in 256 Haushaltungen lebten keine Senioren.
Einwohnerentwicklung
| Aulendiebach: Einwohnerzahlen von 1834 bis 2022 | Aulendiebach: Einwohnerzahlen von 1834 bis 2022 | Aulendiebach: Einwohnerzahlen von 1834 bis 2022 | Aulendiebach: Einwohnerzahlen von 1834 bis 2022 | Aulendiebach: Einwohnerzahlen von 1834 bis 2022 |
| --- | ----------------------------------------------- | ----------------------------------------------- | ----------------------------------------------- | ----------------------------------------------- |
| Jahr |                                                 |                                                 |                                                 | Einwohner                                       |
| 1834 | 1834                                            |                                                 | 227                                             | 227                                             |
| 1840 | 1840                                            |                                                 | 236                                             | 236                                             |
| 1846 | 1846                                            |                                                 | 236                                             | 236                                             |
| 1852 | 1852                                            |                                                 | 234                                             | 234                                             |
| 1858 | 1858                                            |                                                 | 261                                             | 261                                             |
| 1864 | 1864                                            |                                                 | 259                                             | 259                                             |
| 1871 | 1871                                            |                                                 | 276                                             | 276                                             |
| 1875 | 1875                                            |                                                 | 276                                             | 276                                             |
| 1885 | 1885                                            |                                                 | 281                                             | 281                                             |
| 1895 | 1895                                            |                                                 | 295                                             | 295                                             |
| 1905 | 1905                                            |                                                 | 320                                             | 320                                             |
| 1910 | 1910                                            |                                                 | 322                                             | 322                                             |
| 1925 | 1925                                            |                                                 | 380                                             | 380                                             |
| 1939 | 1939                                            |                                                 | 407                                             | 407                                             |
| 1946 | 1946                                            |                                                 | 598                                             | 598                                             |
| 1950 | 1950                                            |                                                 | 599                                             | 599                                             |
| 1956 | 1956                                            |                                                 | 549                                             | 549                                             |
| 1961 | 1961                                            |                                                 | 554                                             | 554                                             |
| 1967 | 1967                                            |                                                 | 512                                             | 512                                             |
| 1970 | 1970                                            |                                                 | 545                                             | 545                                             |
| 1980 | 1980                                            |                                                 | ?                                               | ?                                               |
| 1990 | 1990                                            |                                                 | 716                                             | 716                                             |
| 2000 | 2000                                            |                                                 | ?                                               | ?                                               |
| 2011 | 2011                                            |                                                 | 879                                             | 879                                             |
| 2014 | 2014                                            |                                                 | 894                                             | 894                                             |
| 2022 | 2022                                            |                                                 | 838                                             | 838                                             |
| Datenquelle: Historisches Gemeindeverzeichnis für Hessen: Die Bevölkerung der Gemeinden 1834 bis 1967. Wiesbaden: Hessisches Statistisches Landesamt, 1968. Weitere Quellen: LAGIS; Stadt Büdingen; Zensus 2011 |                                                 |                                                 |                                                 |                                                 |

Historische Religionszugehörigkeit
| • 1961: | 478 evangelische (= 86,28 %), 63 katholische (= 11,37 %) Einwohner |

## Politik

### Ortsbeirat
Mit der kommunale Gebietsreform in Hessen 1972 wurde die bis dahin selbständige Gemeinde Aulendiebach Stadtteil der Stadt Büdingen. Durch die Hauptsatzung der Stadt ist seitdem geregelt, dass in Aulendiebach (wie auch in den anderen 15 Stadtteilen) ein Ortsbeirat eingerichtet ist. Der Ortsbeirat besteht aus fünf Mitgliedern. Die Mitglieder des Ortsbeirates werden im Rahmen der Kommunalwahlen in Hessen für fünf Jahre gewählt. Bei den Kommunalwahlen in Hessen 2021 betrug die Wahlbeteiligung zum Ortsbeirat 57,08 %. Alle Kandidaten gehörten der „Aulendiebacher Unabhängigen Liste“ an. Der Ortsbeirat wählte Eberhard Hensel zum Ortsvorsteher.

### Ortsvorsteher
Ortsvorsteher des Stadtteils ist seit dem 7. September 2017 Eberhard Hensel. Sein Vorgänger war vom 19. Mai 2016 bis zum 31. August 2017 Wolfgang Altenburg. Dessen Vorgänger war vom 1. Dezember 1999 bis zum 18. April 2016 Norbert Lott. Lott wurde für seine über 25-jährige ehrenamtliche Tätigkeit im Ortsbeirat Aulendiebach in der Sondersitzung der Stadtverordnetenversammlung am 29. Juni 2016 die Ehrenbezeichnung Ehrenortsvorsteher verliehen. Ortsvorsteher von 1991 bis 1999 war Jochen Henkel. Der letzte Bürgermeister der selbständigen Gemeinde Aulendiebach war von 1964 bis 1971 Hermann Wittig (* 25. Juni 192; † 15. Juli 2003). Direkt im Anschluss war Wittig bis zum 24. März 1991 Ortsvorsteher. Wittig wurde mit seinem Ausscheiden aus dem Amt 1991 die Ehrenbezeichnung Gemeindeältester verliehen.

### Ortswappen
Blasonierung: „In Rot eine goldene Spitze, belegt mit einem blauen Wellenbalken, überhöht von einer aufgerichteten roten Töpferschiene.“
Das Wappen wurde am 9. Juli 2004 durch die Stadtverordnetenversammlung der Stadt Büdingen nach § 14 Hessische Gemeindeordnung (HGO) als Wappen des Stadtteils Aulendiebach angenommen.

## Kulturdenkmäler
Siehe: Liste der Kulturdenkmäler in Aulendiebach

## Ehrenbürger
- 1954: Hermann Lentz, Lehrer

## Naturdenkmäler

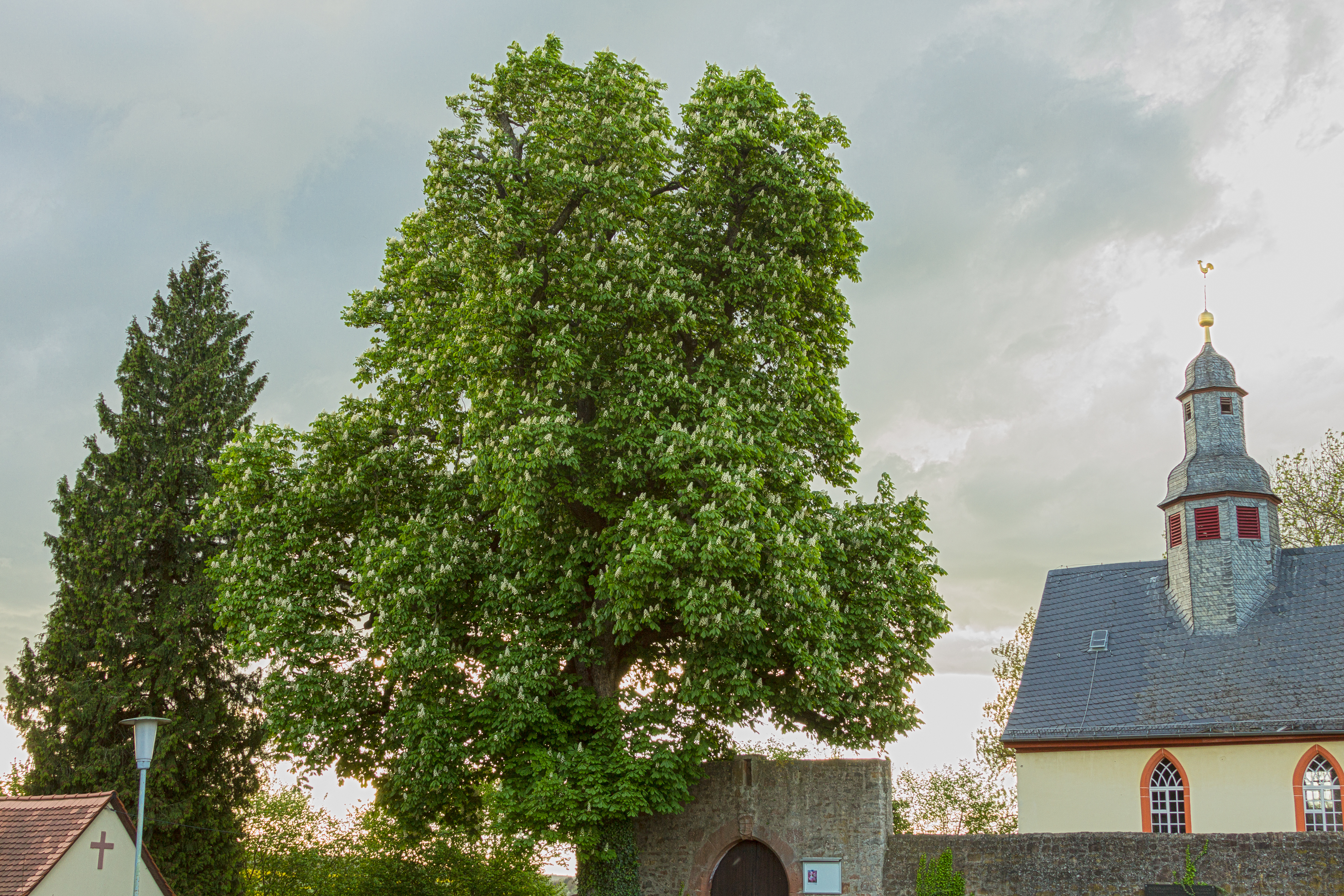
Rosskastanie am Friedhof - Naturdenkmal

Die Rosskastanie links (westlich) des Friedhofs ist ein geschütztes Naturdenkmal und unter der Nummer 440.002 in die Liste der Naturdenkmäler in Büdingen eingetragen. Der Schutzgrund des Einzelbaum ist sein schöner Wuchs und sein hohes Alter.